# Нормативний контроль
Нормати́вний контро́ль (англ. authority control) у бібліотечній справі — організація бібліотечних каталогів і бібліографічної інформації шляхом присвоєння кожній темі певної назви. Такі унікальні заголовки застосовують послідовно в каталозі та використовують з іншими організаційними даними, наприклад, перехресними посиланнями. До кожного заголовку дають короткий опис меж застосовності й використання, що допомагає персоналу бібліотек підтримувати каталог в актуальному стані та спрощує роботу дослідникам.
Каталогізатори присвоюють кожній сутності (автор, книга, серія, видавництво) унікальний текстовий ідентифікатор, який послідовно використовують для однозначного опису всіх відсилань до цієї сутності, навіть якщо це варіант запису, псевдонім або криптонім. Унікальний заголовок дозволяє отримати всю релевантну інформацію, включно з відомостями, пов'язаними з даними сутностей. Нормативний контроль може розміщуватися в базі даних і містити зв'язки з іншими сутностями й іншими базами. Тому нормативний контроль є різновидом бібліографічного контролю та нормативного словника.
Хоча теоретично нормативному контролю може піддаватися будь-яка інформація (умовні заголовки, власні імена, корпоративні назви), бібліотечні каталоги зазвичай зосереджені на іменах авторів та назвах книг. Класифікація Бібліотеки Конгресу виконує схожу функцію, хоча зазвичай її розглядають окремо. З часом записи нормативного контролю потребують змін та оновлень; хоча його метою не є створення ідеальної неперервної системи зберігання даних, він допомагає систематизувати й шукати інформацію.

## Переваги нормативного контролю
- Пошук спрощується. Літературу за темою можна знайти швидше[6]. Добре продуманий цифровий каталог (база даних) може обробити запит, видавши у відповідь сталий термін або фразу, що покращує точність пошуку та заощаджує час[8].
- Пошук стає передбачуванішим[9]. У запитах можна використовувати логічні оператори І, АБО, НІ та інші[7]. Підвищується релевантність пошуку[8].
- Систематичність записів підвищується[10][11][12].
- У інформації з'являється організація та структура[6].
- Підвищується ефективність каталогізації. При розподілі нових надходжень можна скористатися результатами нормативного контролю, щоб уникнути повторного внесення до бази даних чи каталогу[6][7].
- Збільшення ресурсів бібліотеки[6].
- Спрощення підтримки каталогу. Каталогізатори з його допомогою шукають і виправляють помилки, а автоматизоване програмне забезпечення може виконувати очищення каталогу без участі людини[13]. Нормативний контроль допомагає творцям і користувачам метаданих[8].
- Зменшення кількості помилок. Нормативний контроль дозволяє виявляти та виправляти огріхи (друкарські помилки й хибний запис імен та назв), у тому числі автоматично[5].

## Приклади

### Різні назви, що описують один і той же об'єкт
Іноді одна й та ж людина або предмет має в каталозі декілька варіантів імені або назви, що може викликати проблеми через пропуск інформації. Нормативний контроль дозволяє групувати логічно пов'язані матеріали. Каталогізатори вибирають універсальний індекс, що містить усі можливі варіанти, варіанти орфографії та часті помилкові варіанти, різні дати тощо. Приміром, у статті Діана, принцеса Уельська про неї пишуть як про «Діану» і як про «принцесу Діану», а в нормативному контролі її б назвали однозначно. Онлайн-каталог може виглядати так:
1. Diana. (1)
2. Diana, Princess of Wales. (1)
3. Diana, Princess of Wales, 1961—1997 (13)
4. Diana, Princess of Wales 1961—1997 (1)
5. Diana, Princess of Wales, 1961—1997 (2)
6. DIANA, PRINCESS OF WALES, 1961—1997. (1)
7. Diana, Princess of Wales, — Iconography. (2)

Усі ці варіанти описують одну і ту ж людину. При нормативному контролі вибирається єдина «точка доступу» :
Diana, Princess of Wales, 1961—1997.
Оскільки кожна бібліотека спочатку розробляла точки входу самостійно, для спрощення існують стандартизовані каталоги типу VIAF. Наприклад, ідентифікатор принцеси Діани в Німецькій національній бібліотеці — 118525123, а в Бібліотеці Конгресу — Diana, Princess of Wales, 1961—1997. VIAF пропонує загальний ідентифікатор VIAF ID: 107032638, що об'єднує усі ці варіанти.

### Одна назва, що описує різні об'єкти
Іноді два різні автори публікуються під одним ім'ям, наприклад, якщо вони повні тезки або використовують колективний псевдонім. Для дозволу неоднозначності в точку доступу може бути додана додаткова інформація: дати народження та смерті, роки активності, характеристичний епітет.

## Записи нормативного контролю
Звичайний спосіб введення нормативного контролю у бібліотечний каталог — складання окремого управляючого списку елементів, на який і з якого на каталог ведуть перехресні посилання. Цей список часто називають «нормативним файлом» (англ. authority file). Він містить усі варіанти заголовків, включно з переважними, а також (іноді) — відомості, отримані у процесі дослідження цих варіантів.
Єдина функція нормативних файлів — не надавати інформацію, а організовувати її. Вони дозволяють лише зрозуміти, що це ім'я або назва унікальні.
- Заголовок містить переважне (авторизоване) найменування. Важливо, щоб заголовок був унікальним, у разі конфлікту вибирається лише один.

Оскільки заголовки є точками доступу, важливо упевнитися в тому, що вони індивідуальні і не конфліктують з існуючими. Приміром, англійський письменник Вільям Коллінз (1824—1889), серед творів якого — «Місячний камінь» та «Жінка у білому», відоміший як Вілкі Коллінз. Каталогізатори повинні вирішити, під яким ім'ям його найчастіше шукатимуть читачі, а також чи слід створити ще один запис з іншим ім'ям та посиланням на вибране.Оригінальний текст (англ.)
Since the headings function as access points, making sure that they are distinct and not in conflict with existing entries is important. For example, the English novelist William Collins (1824–89), whose works include the Moonstone and The Woman in White is better known as Wilkie Collins. Cataloguers have to decide which name the public would most likely look under, and whether to use a see also reference to link alternative forms of an individual's name.— Moya K. Mason